# Боцан, Виктор Алексеевич
Виктор Алексеевич Боцан (8 февраля 1940 — 6 августа 2012) — советский футболист, полузащитник.

## Биография
Воспитанник Республиканской футбольной школы, Кишинёв. C 1959 года — в составе кишинёвской «Молдовы». В 1960 году повёл единственный матч — 18 июня в домашнем матче против московского «Динамо» (0:0) вышел после перерыва. 1961 год провёл в «Пищевике» (Тирасполь). С 1962 года — вновь в «Молдове», за три года в классе «А» провёл 65 игр, забил четыре гола. В 1965—1966 годах играл в команде в классе «Б». Выступал за «Звезду» (Кировоград, 1967), был в составе «Днепра» (Кременчуг, 1968), завершил карьеру в командах мастеров в 1969 году в «Днестре» (Тирасполь).
Старший тренер команды чемпионата Молдавской ССР «Авангард» Лазовск (1979). Тренер «Нистру» (1981).